# Yao Jie
Yao Jie (Wuhan, China, 10 de abril de 1977) es una deportista neerlandesa que compitió en bádminton, en la modalidad individual.
Ganó cuatro medallas en el Campeonato Europeo de Bádminton entre los años 2002 y 2012.

## Palmarés internacional
| Campeonato Europeo | Campeonato Europeo       | Campeonato Europeo | Campeonato Europeo |
| Año                | Lugar                    | Medalla            | Prueba             |
| ------------------ | ------------------------ | ------------------ | ------------------ |
| 2002               | Malmö (Suecia)           | Medalla de oro     | Individual         |
| 2004               | Ginebra (Suiza)          | Medalla de bronce  | Individual         |
| 2006               | Den Bosch (Países Bajos) | Medalla de bronce  | Individual         |
| 2012               | Karlskrona (Suecia)      | Medalla de bronce  | Individual         |